# Praxithea chavantina
Praxithea chavantina är en skalbaggsart som beskrevs av Lane 1949. Praxithea chavantina ingår i släktet Praxithea och familjen långhorningar. Inga underarter finns listade i Catalogue of Life.